# Venezillo perlatus
Venezillo perlatus là một loài chân đều trong họ Armadillidae. Loài này được Dollfus miêu tả khoa học năm 1896.